# (25652) Maddieball
(25652) Maddieball est un astéroïde de la ceinture principale d'astéroïdes.

## Description
(25652) Maddieball est un astéroïde de la ceinture principale d'astéroïdes. Il fut découvert le 5 janvier 2000 à Socorro (Nouveau-Mexique) par le projet LINEAR. Il présente une orbite caractérisée par un demi-grand axe de 3,12 UA, une excentricité de 0,12 et une inclinaison de 0,6° par rapport à l'écliptique.

## Compléments